# Glam punk
Il glam punk (o glitter punk) è un termine usato per definire le band che mescolano elementi e il look tipici del glam rock, con le sonorità punk rock.
Il gruppo simbolo del glam punk furono i New York Dolls, che influenzarono intere generazioni di gruppi come Hanoi Rocks, e D Generation.

## Storia

### Anni settanta: le origini
Sin dalle origini nei primi anni settanta, il glam rock e il punk rock (quest'ultimo ancora prima della sua effettiva nascita come genere riconosciuto), dimostrarono una certa affinità. Non è un caso che il glam rock possa essere senza dubbio riconosciuto come uno dei maggiori ispiratori del punk rock.
Infatti, diversi gruppi britannici che potevano essere definiti proto-punk (precursori del punk rock), erano anche parte della scena glam rock che ispirò molti dei futuri punk con i suoi riff di chitarra semplici e accattivanti, il suo oltraggioso senso di stile, e la tendenza dei suoi artisti a cantare con un marcato accento britannico.
Attorno alla prima metà del decennio, quando il glam rock stava raggiungendo l'apice del successo, si facevano strada i New York Dolls e i The Stooges di Iggy Pop. Queste due band, oltre a porre le basi per il sound e l'attitudine punk rock che prenderà piede durante la seconda metà degli anni '70, furono esponenti di spicco della scena glam statunitense, rispettivamente di New York e Detroit.
Attivi dalla fine degli anni sessanta, gli Stooges furono uno dei maggiori gruppi della scena rock di Detroit. Riuscirono a sintetizzare le intuizioni musicali dei padri del rock grazie a riff crudi e rumorosi, e una teatralità decadente. Allo stesso tempo esaltarono ed estremizzarono l'immagine del teppista, in contrasto con le tendenze del rock psichedelico e del blues-rock, riportando in un certo senso quel sound alle origini del rock & roll. Gli Stooges furono tra i gruppi glam rock che più di tutti fissarono i canoni del punk.
Nel 1971 vennero fondati i New York Dolls, che crearono il punk rock prima che venisse trovato un termine per definirlo. Fortemente ispirati dallo sporco rock & roll dei Rolling Stones, dall'androginia del loro frontman Mick Jagger, dal pop dei gruppi femminili, dal grezzo rumore dei the Stooges, e dal glam rock di David Bowie e T. Rex, crearono una nuova forma di hard rock che anticipò la nascita del punk. La loro attitudine e le loro esibizioni influenzarono generazioni di musicisti tra New York e Londra, i quali fonderanno le prime band punk rock. I New York Dolls, gestiti dal futuro manager dei Sex Pistols Malcolm McLaren, verranno poi riconosciuti come i veri pionieri del glam punk.
Un altro gruppo influente per questa corrente furono gli Hollywood Brats, emersi a Londra durante la prima metà degli anni '70, vennero riconosciuti come la risposta britannica ai New York Dolls, oltre che pionieri del punk rock. Tuttavia non furono molto popolari nel periodo di attività, visto che l'unico materiale da loro inciso venne ripescato solo in seguito al loro scioglimento e pubblicato nel 1975 sotto il nome di Grown Up Wrong ma diffuso nella sola Scandinavia. Solo nel 1980 l'album venne distribuito su larga scala re-intitolato come Hollywood Brats.

#### Dal glam rock al punk rock
Il ponte tra glam rock e punk rock venne sancito attorno alla metà degli anni '70, quando il fenomeno glam rock aveva già raggiunto il suo punto di saturazione, e molti dei suoi massimi esponenti cominciarono a cambiare stile. Proprio nel 1975, l'ex manager dei New York Dolls, e proprietario di boutique Malcolm McLaren, cominciò ad interessarsi ad un'emergente scena musicale sviluppata come seguito del glam rock, dalle tipiche caratteristiche che saranno proprie del punk. Questa scena vide la nascita in un locale di Manhattan, New York, chiamato CBGB. McLaren era migrato da Londra nella "Grande Mela" per vendere i suoi capi, ma non riuscì ad imporsi nel mondo della moda con le sue creazioni. Quindi decise di tornare in Inghilterra con l'idea di gestire una nuova band ispirato dalla nuova corrente di New York. Tornato in patria, si rivolse proprio agli ex componenti degli Hollywood Brats Andrew Matheson e Casino Steel con l'idea di coinvolgerli in un nuovo progetto musicale. I due rifiutarono l'offerta, mentre McLaren darà vita al suo progetto con un'altra band composta da quattro teppisti frequentatori abituali della sua boutique, che prenderanno il nome di Sex Pistols. Parallelamente, i massimi ispiratori del glam punk, gli Stooges e i New York Dolls, si sciolsero rispettivamente nel '74 e '77. Nel frattempo, durante la crisi economica che colpì l'Inghilterra nella seconda metà degli anni '70, i Sex Pistols ottennero un enorme impatto diffondendo il nuovo genere punk rock e cambiando il volto della popular music, grazie anche alla loro immagine provocatoria composta da abiti creati dallo stesso manager che in qualche modo erano stati ispirati ed ereditati dal glam. Gli abiti vistosi tipici dei capisaldi del glam come David Bowie, T. Rex e Gary Glitter, vennero tramandati alle future generazioni di molti gruppi punk rock britannici tra cui, per primi i Sex Pistols, i Damned e i Siouxsie and the Banshees.
Il punk rock traeva dal glam il narcisismo, il nichilismo e l'ambiguità sessuale. Elementi tipici del glam erano ormai stati adottati dai fan del punk tra Londra e New York, i quali iniziarono a esporsi con costumi vistosi, makeup appariscenti, pettinature oltraggiose, e abiti di strada. Anche le tipiche tematiche del glam, spesso deviate e apocalittiche, cominciarono a venire accettate nel vocabolario della musica pop, ispirando il genere punk rock che venne affermato definitivamente nel 1976.

### Anni ottanta
Durante gli anni ottanta nacquero in Finlandia gli Hanoi Rocks. Fondato nel 1979 a Helsinki, il quintetto capitanato da Michael Monroe, venne visto come l'erede diretto dei New York Dolls nella nuova decade, grazie a sonorità e attitudine che mescolavano il glam con il punk. Sebbene citati come la miglior band hard rock finlandese, il loro sound era chiaramente influenzato dalle scene punk e glam anni '70 sviluppate tra New York e Inghilterra.
Il loro album di debutto del 1981, Bangkok Shocks, Saigon Shakes, Hanoi Rocks, inizialmente autoprodotto, univa l'attitudine DIY tipica del movimento punk, con una chiara influenza glam rock, provocando un grande impatto sonoro e scenico. Comunque il loro particolare stile musicale si presentò fuori epoca rispetto alle tendenze musicali contemporanee: troppo tardi per essere in linea con il primo movimento punk dei tardi anni '70 e troppo presto per essere accomunato all'esplosione del pop metal durante la seconda metà degli anni 80. Per questo motivo gli Hanoi Rocks inizialmente diffusero il loro debutto autoprodotto solo nel paese d'origine. Già nel 1982, con il successivo Oriental Beat, riuscirono a farsi conoscere nella vicina Inghilterra per promuovere la nuova pubblicazione. Lanciando una sorta di "glam revival" negli anni ottanta, il gruppo fu citato come una grande influenza anche per il movimento hair/pop metal, che inizierà a diffondersi proprio in quel periodo, grazie a formazioni "glam" heavy metal come i Mötley Crüe.
Suonando a Londra la band finlandese influenzò molti gruppi glam, tra cui i Dogs D'Amour. Sul finire degli anni ottanta si originò lo sleaze rock, un sottogenere dell'hair metal influenzato da punk rock e blues rock. Molti gruppi sleaze, come Guns N' Roses e Faster Pussycat erano fortemente influenzati da New York Dolls e Hanoi Rocks.

### Anni novanta
Negli anni 90 gruppi come i D Generation di New York divennero popolari nell'underground, ricevendo anche buone critiche da Rolling Stone, non corrisposte però in buone vendite. Il loro look e il loro sound era fortemente ispirato al glam punk dei New York Dolls, e ad altre punk rock band come i Ramones e i Dead Boys. Nello stesso periodo i gallesi Manic Street Preachers suonavano uno stile simile. Il loro album di debutto del 1991 Generation Terrorists prendeva influenza da The Clash e Hanoi Rocks, e ricevette ottime critiche, anche se non vendette molto bene.
La band svedese dei Backyard Babies fu l'esempio più prominente del glam punk anni novanta, con il suo album Total 13. 
Il chitarrista Dregen ha descritto in un'intervista i Backyard Babies come il collegamento mancante fra i Kiss e i Ramones.